# 544
سنة 544 م (بالأرقام الرومانية: DXLIV) كانت سنة كبيسة تبدأ يوم الجمعة (الرابط يظهر نموذج الجدول الزمني الكامل للسنة) من التقويم اليولياني. بدأت تسمية السنة ب544 منذ العصور الوسطى المبكرة، عندما أصبح تقويم أنو دوميني هو الأسلوب السائد في أوروبا لتسمية السنوات.

## مواليد
- عبد الله بن عبد المطلب والد محمد صلى الله عليه وسلم

## أحداث
2001\2\26

## وفيات
- امرؤ القيس أشعر شعراء العرب
- صولومون (جنرال بيزنطي)